# Thomas Lawrence (Gouverneur)
Sir Thomas Lawrence, 3. Baronet (* um 1645 in Chelsea, Middlesex; † 25. April 1714 in London) war ein englischer Kolonialgouverneur der Province of Maryland.

## Lebenslauf
Thomas Lawrence wurde um das Jahr 1645 in Chelsea bei London als Sohn von Sir John Lawrence, 2. Baronet, geboren. 1681 erbte er vom Vater dessen Adelstitel eines Baronet, of Iver in the County of Buckingham. Im Jahr 1692 kam er in die Province of Maryland, wo er einige politische Ämter übernahm. Unter anderem wurde er als Secretary Stellvertreter von Gouverneur Lionel Copley. Die beiden Männer verstanden sich nicht und hatten bereits seit ihrer Zeit in England Streit miteinander. Zwischenzeitlich wurde Lawrence von seinen Ämtern suspendiert dann aber wieder eingesetzt. Während seiner Zeit in Maryland brachte es Thomas zu beträchtlichem Reichtum. Die Kolonie durchlebte in den Jahren nach 1688 eine unruhige Zeit. In Folge der Glorious Revolution in England war es 1689 auch in Maryland unter der Führung von John Coode zu einer Revolution gekommen. Dabei wurde die bis dahin dominierende katholische Familie Calvert (Barons Baltimore) als Lords Proprietor der enteignet und entmachtet. Nun dominierten die Protestanten, vor allem die Puritaner die Kolonie. Das führte auch weiterhin zu religiösen Spannungen zwischen den Konfessionen. Vor diesem Hintergrund begann Lawrence seine politische Laufbahn in Maryland. Nach dem Tod seines Gegners Lionel Copley am 12. September 1693 musste er bis zur Ankunft eines neu ernannten Gouverneurs dieses Amt kommissarisch übernehmen. Dieses Amt hatte er aber nur für wenige Wochen inne. Mit der Ankunft von Edmund Andros endete seine Amtszeit. In den folgenden Jahren war er als Secretary wieder Stellvertreter des Gouverneurs. Zwischenzeitlich kehrte er auch für einige Zeit nach England zurück. Er gehörte auch dem Regierungsrat (Council) an. Im Jahr 1694 war er nochmals für kurze Zeit kommissarischer Kolonialgouverneur von Maryland. Dabei überbrückte er die Zeit zwischen den Gouverneuren Edmund Andros und Francis Nicholson. Im Jahr 1706 kehrte Thomas Lawrence endgültig nach England zurück. Er behielt aber offiziell das Amt des Secretarys von Maryland, in dem er sich vor Ort vertreten ließ.